# Remington Модель SP-10
Remington Model SP-10 самозарядний карабін з відведенням порохових газів під набій Магнум 10 калібру довжиною 3+1⁄2-дюйма (8,9 см). Його випускала компанія Remington Arms з 1989 по 2010 роки. Конструкція створена на основі Ithaca Mag-10.